# Castell de San Juan
La Torre Costanera Defensiva de San Juan Bautista, coneguda com a Castillo de San Juan o Castillo Negro, al terme municipal de Santa Cruz de Tenerife, (illa de Tenerife, Canàries, Espanya) va ser la segona fortalesa més important en la defensa de Santa Cruz de Tenerife. És en ple centre de la capital, darrere l'Auditori de Tenerife. Prevista la seva edificació des de feia molt temps aquesta no va tenir lloc fins al 1641, sota la pressió de la política internacional suscitada en esclatar la revolució de Portugal, després de la de Catalunya trobant-se doncs l'Illa indefensa i amenaçada. Per tot això el Capità General Luis Fernández de Córdoba y Arce va exigir personalment als veïns una contribució per fer front a aquestes obres. Amb els fons recaptats es va començar a construir el Castell de San Juan prop de la Caleta de los Negros, nom amb el qual es va conèixer popularment, finalitzant les obres en 1643. Al cap d'un segle d'existència va començar a amenaçar ruïna al davant orientat al mar, sent reformat com a conseqüència d'aquestes circumstàncies i donant com a resultat l'aspecte que aquest immoble presenta en l'actualitat.
Situat prop del Parc Marítim, consta d'una torre circular en el front del mar amb esplanada al descobert i parapets amb troneres, amb emplaçament per a cinc peces d'artilleria. Els seus allotjaments ho constitueixen dos locals amb una superfície aproximada de 47 metres sent l'amplària del mur de maçoneria d'1,5 metres.

## Història
L'atac de l'esquadra anglesa a Cadis a la mort de Jaume I d'Anglaterra (1625) va fer que el Cabildo de Tenerife, a iniciativa del Capità General D. Francisco González de Andía, acordés la construcció d'una fortificació en les proximitats de la Caleta dels Negres.
La revolta de Portugal (1640) va impulsar que s'executés l'obra, acabada en 1643, sota la direcció de D. Juan Fernández Franco, Sergent Major de Tenerife.
El Rei Carles II de Castella va donar en 1684 facultat per nomenar castellà o alcaid al Cabildo. Aquest nomenament, juntament amb el del Castell de San Cristóbal, eren ambicionats per la noblesa de l'illa com un honor, però a més per dos motius importants: era la forma més important de poder provar la seva condició, de cara a l'ingrés en les Ordres Militars o en les Maestranzas, i a causa dels seus privilegis annexos al càrrec: estaven encarregats de tot el relatiu a la sanitat, a la policia del Port, atorgació dels permisos per a l'entrada i sortida de les naus, cobraven el dret de pesca, a més d'ocupar-se de la correspondència i de recaptar la sisa de la sal i de la farina.
Cada any en el mes de juliol té lloc als voltants d'aquest castell la Recreació de la Gesta del 25 de juliol,que commemora el fallit intent de l'almirall britànic Horatio Nelson d'envair la ciutat i l'arxipèlag.